# Gebirgsjäger

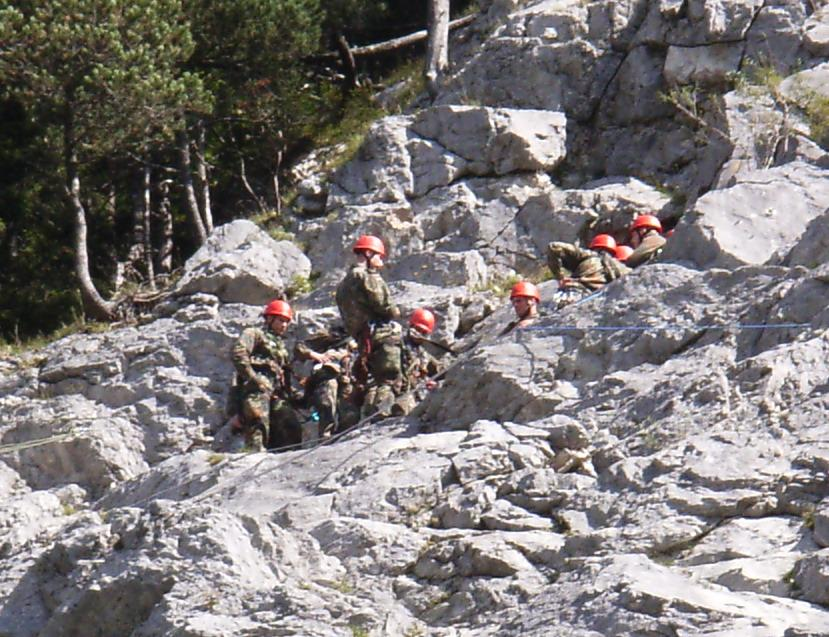
Gebirgsjäger germaniche durante una esercitazione

I Gebirgsjäger (letteralmente cacciatori di montagna) sono la componente di fanteria leggera delle truppe da montagna (Gebirgstruppe) di Germania ed Austria. La parola tedesca Jäger è usata per indicare la specialità della fanteria leggera o dei cacciatori nei paesi germanofoni.

## Origini e prima guerra mondiale
Le truppe da montagna imperial-regie della kaiserlich-königliche Landwehr traggono le loro origini dai tre reggimenti k.k. Landesschützen. Le Gebirgtruppen tedesche invece continuano le tradizioni dall'Alpenkorps del Reichsheer della prima guerra mondiale. I Gebirgsjäger di entrambi i paesi portano come distintivo la stella alpina. Essa fu scelta nel 1907 come simbolo dei reggimenti Landesschützen austriaci dall'imperatore Francesco Giuseppe I d'Austria ed era ricamato sulle mostrine dei baveri delle loro uniformi. Quando gli Alpenkorps giunsero in sostegno dei Landesschützen sul fronte alpino contro il Regio Esercito italiano, gli austriaci per gratitudine onorarono i colleghi tedeschi del fiore loro simbolo.

## Seconda guerra mondiale

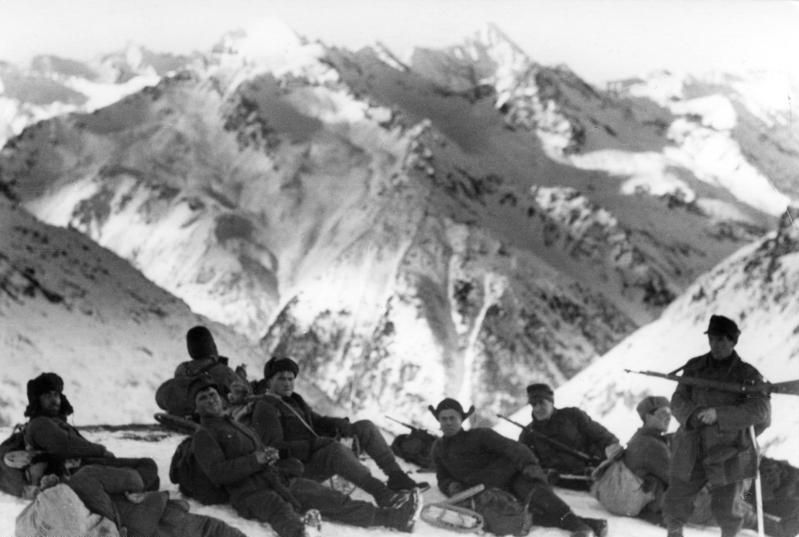
Gruppo di Gebirgsjäger alla fine del 1942 durante la battaglia del Caucaso

Durante la seconda guerra mondiale, insieme ai Fallschirmjäger (paracadutisti), i Gebirgsjäger erano considerati unità d'élite della Wehrmacht. Unità di fanteria da montagna furono schierate sia dallo Heer che dalle Waffen-SS.
Un intero corpo d'armata fu formato in Norvegia a partire dal 1941. Le sue divisioni erano equipaggiate alla leggera, con la maggior parte dei trasporti su muli. Queste unità disponevano di meno armi automatiche rispetto alla fanteria regolare, anche se le MG 34 e le MG 42 assegnate loro avevano una maggiore dotazione di munizioni. Il personale era riconoscibile per le insegne con le stelle alpine su maniche e copricapi.
L'armamento era costituito dal fucile corto G 33/40(t), derivato del ZB vz. 33 cecoslovacco.
I Gebirgsjäger parteciparono a molte battaglie, incluse l'Operazione Weserübung, l'Operazione Volpe d'argento, le operazioni della battaglia del Caucaso, sulla linea Gotica, nella battaglia di Creta e durante la campagna della Linea Sigfrido nei Vosgi.
Sotto il comando di Hubert Lanz i Gebirgsjäger della Prima Divisione di Montagna furono i principali responsabili del massacro degli ufficiali e dei soldati italiani a Cefalonia e Corfù. L'episodio - tuttora sotto molti aspetti controverso - non ha visto seguiti penali significativi dopo la fine della II Guerra Mondiale. In realtà Lanz venne processato e condannato a 12 anni a Norimberga per questi e altri episodi di atrocità commesse dalla Prima Divisione in Jugoslavia, ma venne ben presto liberato.

### Unità da montagna dello Heer
- 1. Gebirgs-Division
- 1. Volks-Gebirgs-Division
- 2. Gebirgs-Division
- 3. Gebirgs-Division
- 4. Gebirgs-Division
- 5. Gebirgs-Division
- 6. Gebirgs-Division
- 7. Gebirgs-Division
- 8. Gebirgs-Division
- 9. Gebirgs-Division (Nord)
- 9. Gebirgs-Division
- 157. Gebirgs-Division
- 188. Gebirgs-Division

### Unità da montagna delle Waffen SS
- 6. SS-Gebirgs-Division "Nord"
- 7. SS-Freiwilligen-Gebirgs-Division "Prinz Eugen"
- 13. Waffen-Gebirgs-Division der SS "Handschar"
- 21. Waffen-Gebirgs-Division der SS "Skanderbeg"
- 23. Waffen-Gebirgs-Division der SS "Kama"
- 24. Waffen-Gebirgs-Division der SS "Karstjäger"

## Gebirgsjäger della Bundeswehr

Lo stemma della Gebirgsjägerbrigade 23 mostra una Edelweiß come simbolo tradizionale delle truppe da montagna tedesche.

Rispettando la tradizione, dopo la creazione nel 1956 della Bundeswehr, le truppe da montagna tornarono ad essere un tratto distintivo delle forze armate della Germania Ovest. Fino al 2001, i Gebirgsjäger erano organizzati nella 1. Gebirgsdivision, poi sciolta in seguito ad una riforma dello strumento militare. L'erede di questa unità è la Gebirgsjägerbrigade 23, con quartier generale a Bad Reichenhall. I battaglioni di questa brigata sono dislocati nella Baviera meridionale, l'area della Germania con le montagne più alte. Dal 2008 l'unità è stata ufficialmente ridenominata "Gebirgsjägerbrigade 23 Bayern, a sottolineare lo stretto rapporto tra questo Land ed i Gebirgsjäger. La consistenza numerica della brigata si attesta attualmente, secondo il sito ufficiale dell'esercito, su 6.500 uomini.

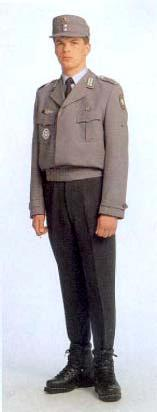
L'uniforme di servizio di un Gebirgsjäger tedesco.

### Tradizioni
I soldati della fanteria da montagna indossano il berretto grigio (Bergmütze) con una stella alpina sul lato sinistro e lo stemma frontalmente. Questo li distingue dai soldati tedeschi di tutte le altre specialità, che indossano il basco, e da quelli austriaci, i quali hanno lo stemma con la stella alpina sulla parte posteriore. L'uniforme di servizio è basata sul tradizionale abbigliamento da escursione alpina (Berganzug) e consiste di una "giacca da sci" grigia (Skibluse), pantaloni neri stretti (Keilhose) o, d'estate, calzoni corti alla zuava (Kniebundhose), scarponi da montagna alti fino alla caviglia (Bergstiefel). Il soldato è autorizzato a portare la stella alpina sul berretto solo dopo aver completato la sua Edelweißmarsch. Questo corpo si distingue per l'alto cameratismo ed il forte spirito di corpo. Inoltre vige una particolare percezione della disciplina, visibile per esempio nel rapporto relativamente informale tra ufficiali e soldati.

### Unità
Lista delle unità di Gebirgsjäger attive nella Bundeswehr:
- Gebirgsjägerbrigade 23
  - Stab und Stabskompanie (Comando e compagnia comando) a Bad Reichenhall
  - Gebirgsjägerbataillon 231 (Battaglione fanteria da montagna) a Bad Reichenhall
  - Gebirgsjägerbataillon 232 (Battaglione fanteria da montagna) a Bischofswiesen
  - Gebirgsjägerbataillon 233 (Battaglione fanteria da montagna) a Mittenwald
  - Gebirgsaufklärungsbataillon 230 (Battaglione da ricognizione) a Füssen
  - Gebirgsfernmeldebataillon 210 (Battaglione trasmissioni da montagna) a Bad Reichenhall e Bischofswiesen (in via di scioglimento; i compiti di trasmissione verranno passati alla compagnia comando)
  - Gebirgspionierbataillon 8 (Battaglione pionieri da montagna) a Ingolstadt
  - Gebirgslogistikbataillon 8 (Battaglione logistico da montagna) a Füssen
  - Einsatz- und Ausbildungszentrum für Gebirgstragtierwesen 230 (Centro addestramento muli da trasporto) in Bad Reichenhall
- Unità da montagna non dipendenti dalla Gebirgsjägerbrigade 23:
  - Gebirgs- und Winterkampfschule (Centro internazionale di addestramento per la guerra in area montana e invernale) a Mittenwald
  - Gebirgsmusikkorps (Banda musicale delle truppe da montagna) a Garmisch-Partenkirchen: una delle bande militari più popolari in Germania.

Essendo inserita tra le forze di stabilizzazione (Stabilisierungskräfte), la brigata è priva di artiglieria. Il supporto di fuoco è fornito dai mortai della compagnia di fanteria pesante (Schwere Jägerkompanie) inserita in ogni Gebirgsjägerbataillon.

### Organizzazione ed equipaggiamento

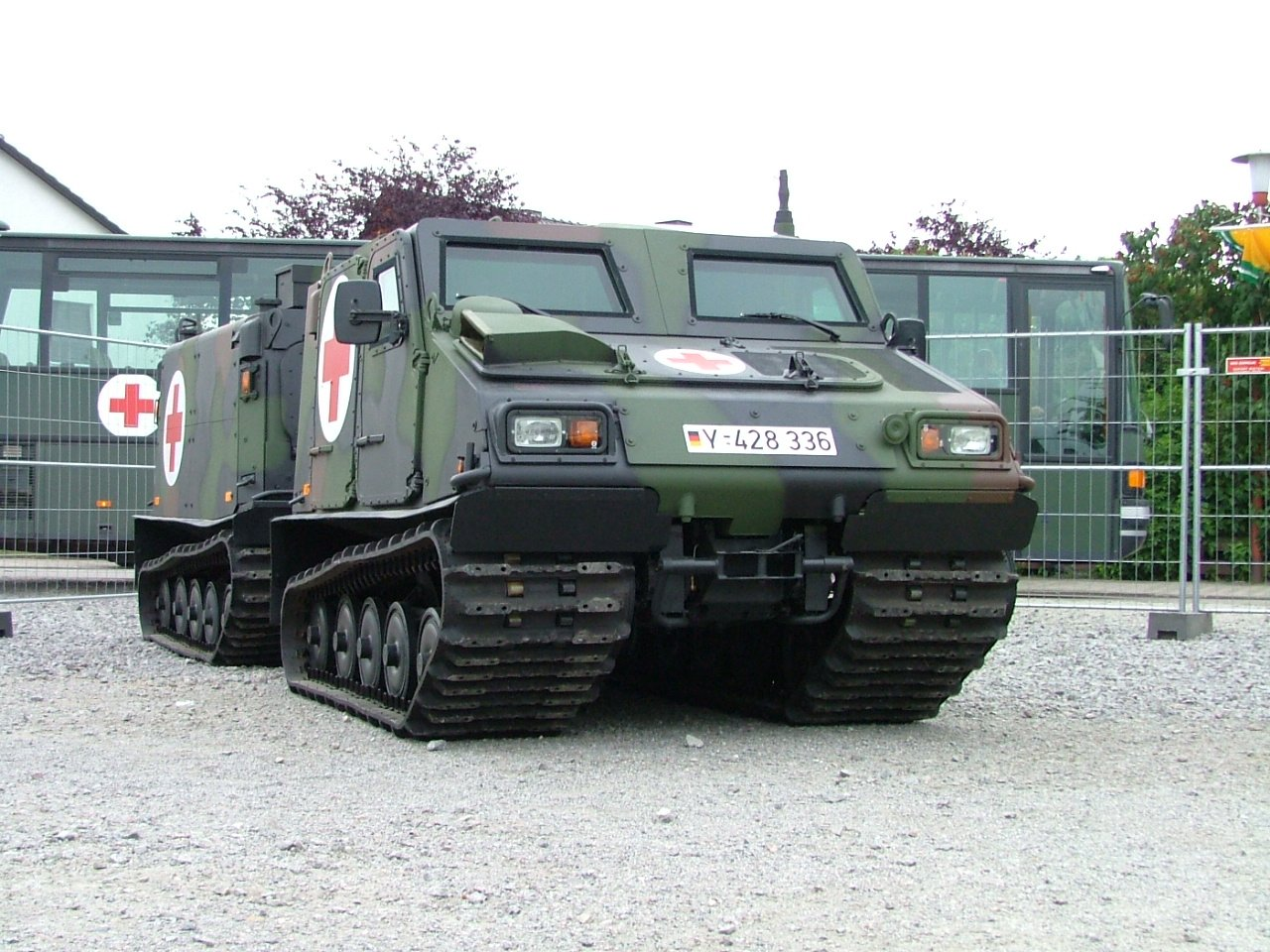
Un Bandvagn 206S ambulanza. I Bv 206S sono il mezzo di trasporto standard delle truppe da montagna tedesche.

Ogni battaglione ha in forza circa 900 uomini, su cinque compagnie. La compagnia comando dispone di un plotone speciale per il combattimento e la ricognizione in alta montagna (Hochgebirgsjägerzug). Tre compagnie di fanteria da montagna standard costituiscono la forza di manovra del battaglione. Infine la compagnia pesante fornisce il supporto di fuoco ed è equipaggiata con i cingolati leggeri Wiesel in varie versioni armate di mortaio, missili controcarro e cannone da 20 mm. Due dei tre Gebirgsjägerbataillon sono montati su Hägglund 206S, uno su AFV Boxer.

## Gebirgsjäger dell'Esercito austriaco moderno
Oggi le tradizioni dei Gebirgsjäger dell'Esercito austriaco sono conservate dalla 6. Jägerbrigade.

### Unità
Lista delle unità di Gebirgsjäger attive dell'Esercito austriaco:
- 6. Jägerbrigade
  - Brigadekommando (Comando) a Absam
  - Stabsbataillon 6 (Battaglione comando) a Innsbruck
  - Jägerbataillon 23 (Battaglione fanteria da montagna) a Bludesch
  - Jägerbataillon 24 (Battaglione fanteria da montagna) a Lienz
  - Jägerbataillon 26 (Battaglione fanteria da montagna) a Spittal
  - Pionierbataillon 2 (Battaglione pionieri) a Salisburgo

## Membri famosi
- Karl-Theodor zu Guttenberg - politico tedesco
- Hubert Lanz - General der Gebirgstruppe durante la seconda guerra mondiale
- Principe Ludovico di Baviera
- Edmund Stoiber - politico tedesco
- Silvius Magnago - politico italiano, presidente della Provincia autonoma di Bolzano (1960-1989) e presidente del Südtiroler Volkspartei (1957-1991)

## Unità similari
- Argentina: Cazadores de Montaña
- Francia: Chasseurs Alpins
- Italia: Alpini
- Polonia: Strzelcy podhalańscy
- Romania: Vânători de munte
- Stati Uniti d'America:
  - 10th Mountain Division
  - 172nd Infantry Regiment
- Regno Unito
  - Royal Marines Commandos